# Vincent Stropoli
Vincent Stropoli, né le 6 septembre 1956 à Jérissa en Tunisie, est un footballeur puis entraîneur français.

## Biographie
Il évolue au poste d'attaquant où il formait, avec Antoine Trivino et Jose Duch, une ligne d'attaquants redoutée.
Il a fait toute sa carrière au FC Gueugnon, club avec lequel il a disputé 327 matchs et marqué 54 buts.
Après avoir fait monter le club de l'US Paray-le-Monial en Division d'honneur lors de la saison 2008/2009, il revient au FC Gueugnon pour entrainer la réserve.

## Carrière
- 1974-1990 : FC Gueugnon

## Palmarès
- Championnat de France de football D2 1978-79